# Reynolds (cráter)
Reynolds es un cráter de impacto en marciano, ubicado en el cuadrángulo Mare Australe, a 75,1° de latitud sur y 157,9° de longitud oeste, en la parte más al sur de Terra Sirenum. Mide 91 kilómetros de diámetro y lleva el nombre del físico británico Osborne Reynolds.

## Arañas

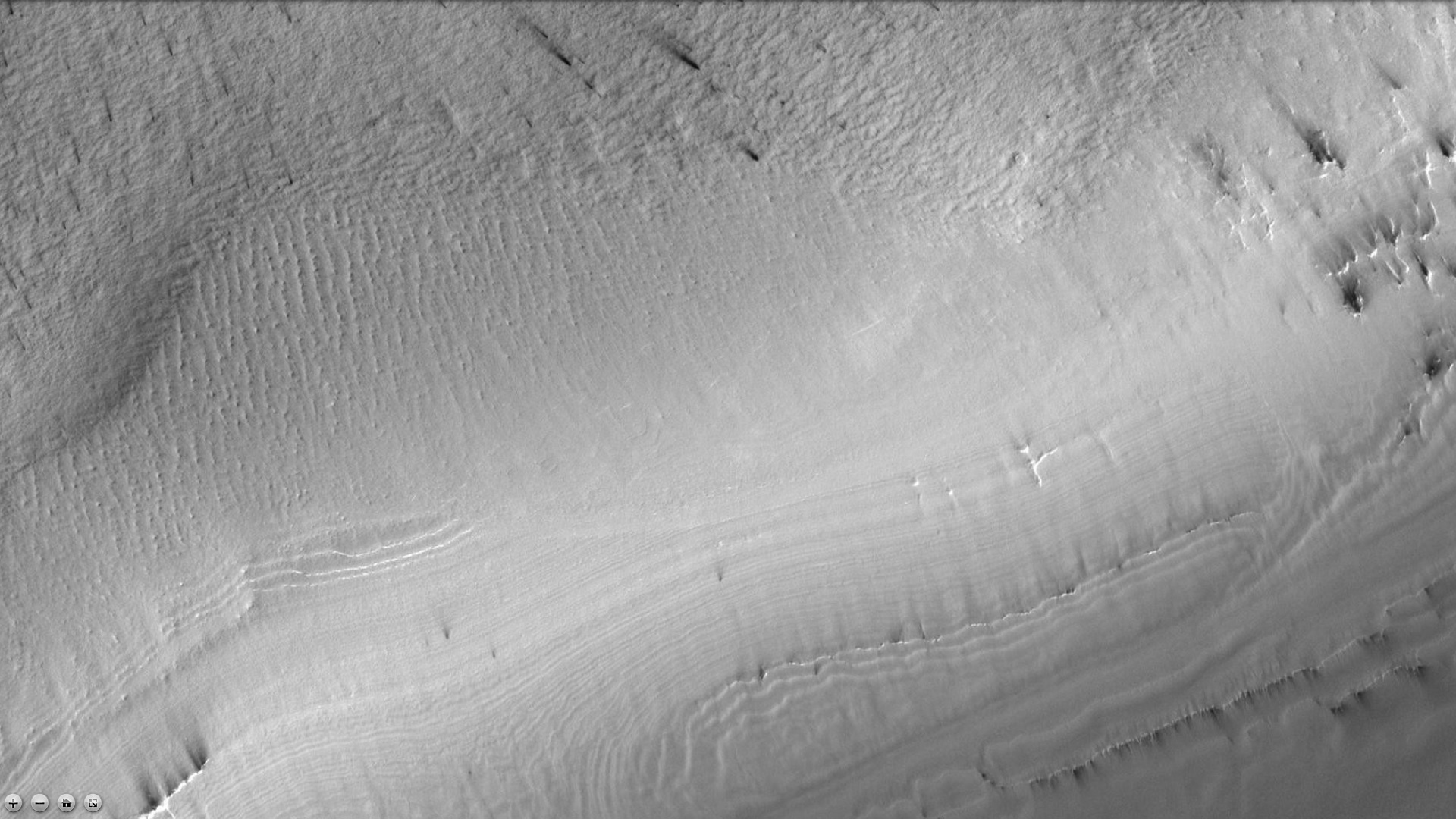
Cráter Reynolds con rayas de descongelación, visto por la cámara CTX del Mars Reconnaissance Orbiter. Las capas también son visibles. Es una ampliación de la imagen grande. Las estrías son formadas por el viento que arrastra el polvo que es expulsado por dióxido de carbono presurizado

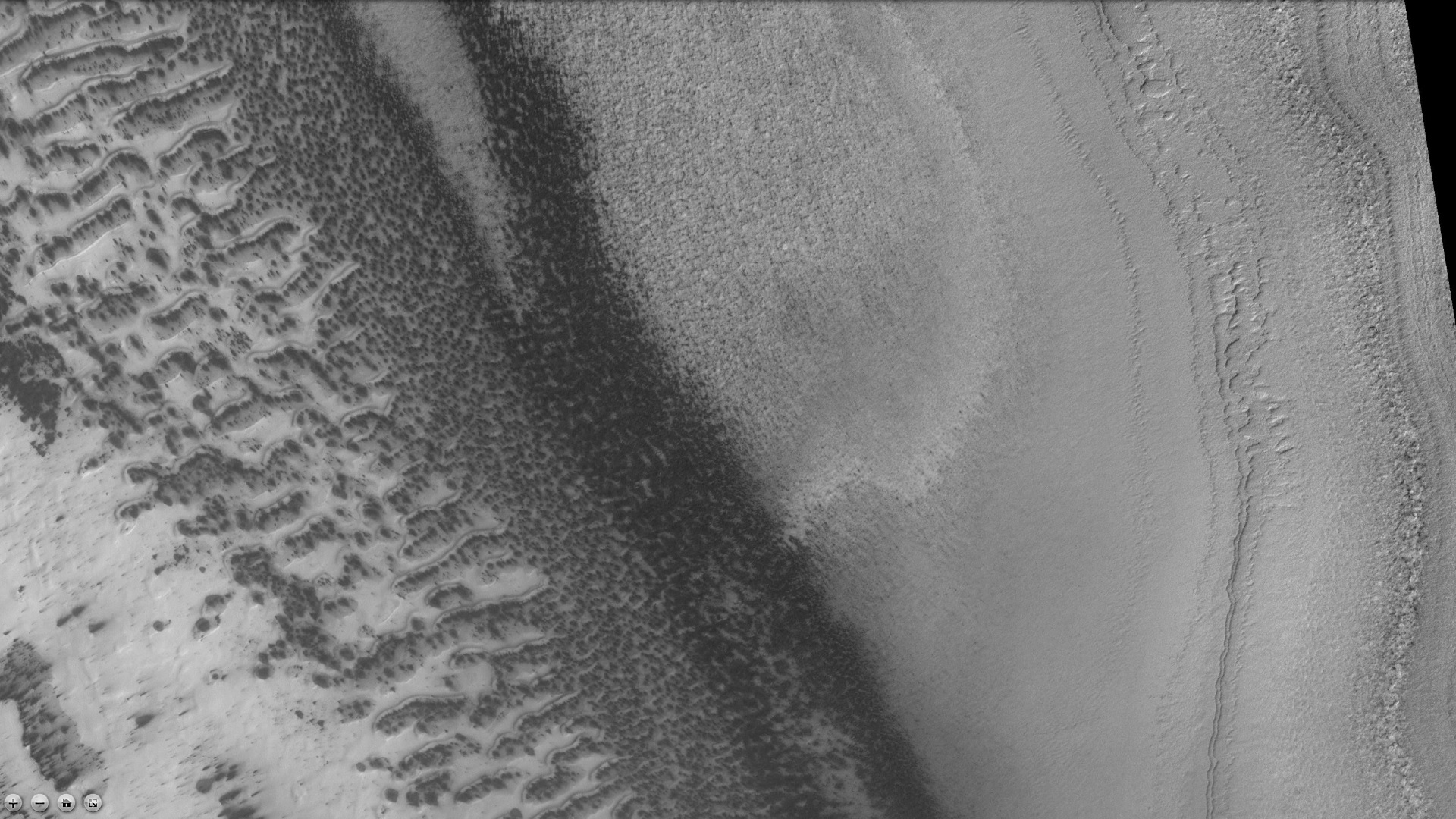
Cráter Reynolds que muestra capas y manchas oscuras por descongelación, visto por la cámara CTX del Mars Reconnaissance Orbiter. El área está cubierta por escarcha, que cuando desaparece, provoca que el suelo oscuro subyacente quede expuesto. Las capas también son visibles. También es una ampliación de la imagen grande

Durante el invierno se acumula mucha escarcha, y se congela directamente sobre la superficie del casquete polar permanente, que está hecho de hielo de agua cubierto con capas de polvo y arena. El depósito comienza como una capa de escarcha polvorienta de CO2. Durante el invierno, se recristaliza y se vuelve más denso. Las partículas de polvo y arena atrapadas en la escarcha se hunden lentamente. Para cuando las temperaturas aumentan en la primavera, la capa de escarcha se ha convertido en una losa de hielo semitransparente de aproximadamente 3 pies (91,4 cm) de espesor, que se encuentra sobre un sustrato de arena oscura y polvo.
| [[File:Wikireynolds.jpg\|1200px\|alt={{{Alt\|{{{descripción}}}]] |
| Cráter Reynolds, fotografía de la cámara CTX a bordo del Mars Reconnaissance Orbiter. Borde este y noreste del cráter (El norte, hacia la izquierda de la fotografía). |

Este material oscuro absorbe la luz y hace que el hielo se sublime (se convierta directamente en gas). Con el tiempo, se acumula mucho gas y se presuriza. Cuando encuentra un punto débil, el gas escapa y expulsa el polvo. Las velocidades pueden alcanzar los 160 km (100 millas) por hora. A veces se pueden ver canales oscuros; se les llama "arañas". La superficie aparece cubierta de manchas oscuras cuando ocurre este proceso. Estas características se pueden ver en algunas de las imágenes del artículo.

## Lectura recomendada
- Grotzinger, J. and R. Milliken (eds.).  2012.  Sedimentary Geology of Mars.  SEPM.

- Datos: Q19972234
- Multimedia: Reynolds (Martian crater) / Q19972234